# Pietro Araldi Erizzo
Pietro Araldi Erizzo (Cremona, 16 febbraio 1821 – Cremona, 16 gennaio 1881) è stato un politico e nobile italiano, considerato uno dei protagonisti del risorgimento italiano.

## Biografia
Nacque a Cremona il 16 febbraio 1821, figlio di Alfonso Gaetano Araldi (detto Carlo) e Matilde Erizzo, membro di una nobile famiglia cremonese. Ultimo discendente delle nobili famiglie Araldi e Erizzo fu fervente e munifico sostenitore della causa dell'unità d'Italia. Mise infatti a disposizione le proprie sostanze per aiutare i rifugiati politici. Il 17 aprile 1848 fu nominato podestà, ma dopo la sconfitta di Re Carlo Alberto, e il ritorno degli austriaci dovette abbandonare la città insieme alla moglie Teresa Trecchi per riparare a Torino, sotto la protezione del nuovo Re Vittorio Emanuele II, vivendo a Palazzo Barolo. Rientrato a Cremona nel corso del 1850 fu sempre tenuto sotto controllo dalla polizia austriaca. Nel 1859 venne eletto dapprima podestà e poi sindaco di Cremona, e in occasione della seconda guerra d'indipendenza offrì la sua villa di Torre de' Picenardi per installarvi il Quartier generale dell’esercito. Il fu una delle 15 persone scelte come membri del comitato cremonese che aderì all’Associazione italiana di soccorso ai soldati feriti e malati in guerra.
Il 12 febbraio 1860 fu nominato Governatore del regio palazzo di Cremona, e il 29 dello stesso mese divenne senatore del Regno di Sardegna, prestando giuramento il successivo 2 aprile. Consigliere provinciale di Cremona. A causa delle ingenti spese sostenute fu costretto a vendere le poche proprietà rimaste, e si spense a Cremona il 16 gennaio 1881.
Una via di Cremona porta il suo nome.

### Annotazioni
1. ↑  Tra le altre il sindaco ingegnere Camillo Vacchelli, l’avvocato Angelo Bangoni, l'avvocato Gaetano Tibaldi, l'avvocato Gaetano Ferragni, l’ingegnere Giovanni Cadolini, il medico Cesare Stradivari, il professor Stefano Bissolati, e il sacerdote Giovanni Bonaldi.
2. ↑  Nel proprio palazzo in Cremona ricevette, ed ospitò, i più importanti personaggi dell'epoca, e famose furono le visite compiute dal generale Giuseppe Garibaldi.
3. ↑  Il palazzo di Cremona venne acquistato dal Comune all’asta nel 1883 e successivamente adibito a scuola.

### Fonti
1. 1 2 3 4  Angela Bellardi (cura di), Dizionario biografico del Risorgimento cremonese, Società Storica Cremonese, Cremona, 2013.
2. ↑  Cipolla, Fabbri, Lombardi 2014, p. 182.